# Agorácrito
Agorácrito foi um escultor grego do século V a.C.